# NGC 262
NGC 262, también conocida como Markarian 348, es una galaxia espiral de la constelación de Andrómeda. 
Fue descubierta el 17 de septiembre de 1885 por el astrónomo Lewis A. Swift.